# Секст Елій Пет Кат
Секст Елій Пет Кат (лат. Sextus Aelius Paetus Catus) — давньоримський консул часів Республіки, обраний у 198 р. до н. е. У наш час більше відомий через своє тлумачення Законів Дванадцяти таблиць. Походив із визначної плебейської родини Еліїв; його батько був претором, а старший брат Публій Елій Пет — консулом.

## Родина
Секст Елій Пет був молодшим сином Квінта Елія Пета, претора, якого, як і багатьох римських сенаторів, було вбито у битві під Каннами у серпні 216 р. до н. е. Старший брат Пета став у 202 р. до н. е. начальником кінноти та наступного року — консулом.

## Політична кар'єра
Небагато відомо про політичну діяльність Пета Ката та як він отримав агномен «Кат» (лат. Catus — розумний). Тит Лівій зазначав, що в 200 р. до н. е. він був еділом, а також займався імпортом зерна з Африки.
Швидке підвищення Пета Ката від еділа до консула та пізніше цензора було не завдяки смерті його батька або успіху старшого брата, а через його схильність до юриспруденції. Можливо, заради вивчення права, Пет Кат поступився іншими аспектами своєї громадської кар'єри (наприклад, він не згадується Лівієм у жодній військовій дії).
Його брат, Публій Елій Пет, став консулом трьома роками раніше, у 201 р. до н. е. і в 199 р. до н. е. був обраний цензором. Успіх Публія, можливо, допоміг Сексту здобути консульство у 198 р. до н. е., але його затьмарив молодший та відоміший колега, 30-річний патрицій Тіт Квінкцій Фламінін.
Протягом свого консульства Секст не відзначився у жодній військовій дії, включаючи македонсько-грецькі кампанії, залишивши всю славу молодшому колезі Фламініну. Його власні дії у керованій ним провінції не можна характеризувати як успішні. Втім, його все ж було обрано цензором у 194 р. до н. е. разом з Гаєм Корнелієм Цетегом, можливо, лише з поваги до його вміння як юриста, а можливо — з поваги до його старшого брата, колишнього цензора.

## Юридична діяльність
Секст Елій Пет та його брат Публій були юристами. Секст був автором праці Commentaria tripartita або tripertita, в якій систематично розглядає кожне положення Закону Дванадцяти таблиць, дає коментарі та розмірковує над відповідними діями суду до кожного з положень. Інша його праця, Ius Aelianum, розглядає тільки судові позови. Головний твір Секста Елія було схвалено самим Цицероном; безумовно, ця праця ще існувала за часів Тіта Помпонія Аттіка, адже він посилався на неї. Проте наразі невідомо, коли саме цей твір зник.

## Першоджерела
- Тит Лівій
- Цицерон
- Помпоній